# Epidius
Genre
Synonymes
- Pothaeus Thorell, 1895
- Cupa Strand, 1906

Epidius est un genre d'araignées aranéomorphes de la famille des Thomisidae.

## Distribution
Les espèces de ce genre se rencontrent en Asie du Sud-Est, en Asie de l'Est, en Asie du Sud et en Afrique subsaharienne.

## Liste des espèces
Selon World Spider Catalog (version 18.0, 06/04/2017) :
- Epidius armatus (Thorell, 1895)
- Epidius binotatus Simon, 1897
- Epidius coloratus Benjamin, 2017
- Epidius denisi Lessert, 1943
- Epidius elongatus Benjamin, 2017
- Epidius floreni Benjamin, 2017
- Epidius gongi (Song & Kim, 1992)
- Epidius longimanus Benjamin, 2017
- Epidius longipalpis Thorell, 1877
- Epidius lyriger Simon, 1897
- Epidius mahavira Benjamin, 2017
- Epidius pallidus (Thorell, 1890)
- Epidius parvati Benjamin, 2000
- Epidius rubropictus Simon, 1909
- Epidius typicus (Bösenberg & Strand, 1906)

## Publication originale
- Thorell, 1877 : Studi sui Ragni Malesi e Papuani. I. Ragni di Selebes raccolti nel 1874 dal Dott. O. Beccari. Annali del Museo Civico di Storia Naturale di Genova, vol. 10, p. 341-637  (texte intégral).